# Gustavo Hebling
Gustavo Hebling de Aguiar (Piracicabra, 5 april 1996) is een Braziliaans voetballer die doorgaans als middenvelder speelt. Hij verruilde Paris Saint-Germain in augustus 2017 voor Portimonense SC.

## Carrière
Hebling speelde van 2013 tot 2015 in de jeugdopleiding van São Paulo FC. Hij tekende in augustus 2015 een contract bij Paris Saint-Germain. Die club verhuurde hem meteen voor twee seizoenen aan PEC Zwolle. Hij maakte op 21 november 2015 zijn debuut voor de Zwolse club, uit tegen Roda JC Kerkrade. Mede door blessures kwam hij in twee jaar tot tien competitiewedstrijden voor de Zwollenaren. In de zomer van 2017, vlak voor het sluiten van de transfermarkt, verliet Hebling Paris Saint-Germain en tekende hij een contract bij Portimonense SC.

## Clubstatistieken
| Seizoen                         | Club                | Competitie      | Competitie | Competitie | Beker | Beker | Internationaal | Internationaal | Overig | Overig | Totaal | Totaal |
| Seizoen                         | Club                | Competitie      | Wed.       | Dlp.       | Wed.  | Dlp.  | Wed.           | Dlp.           | Wed.   | Dlp.   | Wed.   | Dlp.   |
| ------------------------------- | ------------------- | --------------- | ---------- | ---------- | ----- | ----- | -------------- | -------------- | ------ | ------ | ------ | ------ |
| 2015/16                         | Paris Saint-Germain | Ligue 1         | 0          | 0          | 0     | 0     | 0              | 0              | 0      | 0      | 0      | 0      |
| 2015/16                         | → PEC Zwolle        | Eredivisie      | 7          | 0          | 0     | 0     | 0              | 0              | 1      | 0      | 8      | 0      |
| 2016/17                         | Paris Saint-Germain | Ligue 1         | 0          | 0          | 0     | 0     | 0              | 0              | 0      | 0      | 0      | 0      |
| 2016/17                         | → PEC Zwolle        | Eredivisie      | 3          | 0          | 0     | 0     | 0              | 0              | 0      | 0      | 3      | 0      |
| 2017/18                         | Portimonense SC     | Primeira Liga   | 0          | 0          | 0     | 0     | 0              | 0              | 0      | 0      | 0      | 0      |
| Carrière totaal                 | Carrière totaal     | Carrière totaal | 10         | 0          | 0     | 0     | 0              | 0              | 1      | 0      | 11     | 0      |
| Bijgewerkt tot 1 september 2017 |                     |                 |            |            |       |       |                |                |        |        |        |        |

## Interlandcarrière

### Brazilië onder 17
Heblin debuteerde op 12 februari 2012 in Brazilië –17, in een vriendschappelijke wedstrijd tegen Turkije –17 (6 – 2). In 2013 deed hij mee aan het WK voetbal onder 17, dat plaatsvond in de Verenigde Arabische Emiraten.
| Interlands van Gustavo Hebling | Interlands van Gustavo Hebling | Interlands van Gustavo Hebling          | Interlands van Gustavo Hebling | Interlands van Gustavo Hebling | Interlands van Gustavo Hebling |
| ?                              | Datum                          | Wedstrijd                               | Uitslag                        | Soort Wedstrijd                | Doelpunten                     |
| Als speler bij Onbekend        | Als speler bij Onbekend        | Als speler bij Onbekend                 | Als speler bij Onbekend        | Als speler bij Onbekend        | Als speler bij Onbekend        |
| ------------------------------ | ------------------------------ | --------------------------------------- | ------------------------------ | ------------------------------ | ------------------------------ |
| 1.                             | 12 februari 2012               | Turkije – Brazilië                      | 2 – 6                          | Vriendschappelijk              | 0                              |
| 2.                             | 12 april 2013                  | Brazilië – Peru                         | 3 – 0                          | ZAK –17                        | 0                              |
| 3.                             | 14 april 2013                  | Brazilië – Uruguay                      | 1 – 0                          | ZAK –17                        | 0                              |
| 4.                             | 17 april 2013                  | Brazilië – Venezuela                    | 1 – 1                          | ZAK –17                        | 0                              |
| 5.                             | 22 april 2013                  | Brazilië – Argentinië                   | 0 – 0                          | ZAK –17                        | 0                              |
| 6.                             | 24 april 2013                  | Brazilië – Peru                         | 2 – 1                          | ZAK –17                        | 0                              |
| 7.                             | 28 april 2013                  | Paraguay – Brazilië                     | 2 – 2                          | ZAK –17                        | 0                              |
| Als speler bij São Paulo FC    |                                |                                         |                                |                                |                                |
| 8.                             | 17 oktober 2013                | Brazilië – Slowakije                    | 6 – 1                          | WK –17                         | 0                              |
| 9.                             | 20 oktober 2013                | Verenigde Arabische Emiraten – Brazilië | 1 – 6                          | WK –17                         | 0                              |
| 10.                            | 23 oktober 2013                | Honduras – Brazilië                     | 0 – 3                          | WK –17                         | 0                              |
| 11.                            | 28 oktober 2013                | Brazilië – Rusland                      | 3 – 1                          | WK –17                         | 0                              |